# Brodersby (Schwansen)
Pour les articles homonymes, voir Brodersby.
Brodersby est une commune de l'arrondissement de Rendsburg-Eckernförde, Land de Schleswig-Holstein.

## Géographie
Schönhagen, la station balnéaire sur la mer Baltique, avec sa plage de sable fin et ses falaises, est le plus grand quartier de la commune. La commune regroupe aussi Brodersby, Dingelby, Drasberg, Höxmark, Lückeberg et Nübbelfeld.
La Bundesstraße 203 entre Kappeln et Eckernförde passe à l'ouest du territoire, au sud se trouve le lac de Schwansen.

## Histoire
Brodersby et Höxmark sont cités pour la première fois en 1268. En 1876, Brodersby devient une commune indépendante.
Le château de Schönhagen est construit en 1711. Réaménagé par Hermann Jauch en 1889, il est aujourd'hui un centre médical.